# Erich Kollmann
Erich Kollmann (* 12. Februar 1965 in Linz) ist ein österreichischer Pokerspieler.

## Werdegang
Kollmann spielt seit 1996 Pokerturniere und hat seitdem über 150 Veranstaltungen im Preisgeld abgeschlossen. 2003 und 2008 kam er beim Main Event der Aussie Millions Poker Championship in Melbourne ins Preisgeld. In den Jahren 2006, 2008, und 2010 gewann er jeweils Preisgelder bei der World Series of Poker im Rio All-Suite Hotel and Casino am Las Vegas Strip sowie 2011, 2017 und 2018 bei der World Series of Poker Europe in Cannes bzw. Rozvadov.
Insgesamt hat sich Kollmann mit Poker bei Live-Turnieren mehr als 1,8 Millionen US-Dollar erspielt und steht damit an sechster Stelle der erfolgreichsten österreichischen Pokerspieler.